# Alyssum artvinense
Alyssum artvinense е вид растение от семейство Кръстоцветни (Brassicaceae). Представителят от семейство кръстоцветни е застрашен от изчезване.

## Разпространение
Разпространен е в Турция.